# Acide 2-aminoadipique
L’acide 2-aminoadipique, ou acide alpha-aminoadipique, est un composé chimique de formule HOOC–CH2–CH2–CH2–CH(NH2)CH(NH2CH(NH2CH(NH2–COOH. C'est un intermédiaire du métabolisme de la lysine par la voie de la saccharopine.